# Carex subumbellata
Carex subumbellata är en halvgräsart som beskrevs av Karl Friedrich Meinshausen. Carex subumbellata ingår i släktet starrar, och familjen halvgräs.

## Underarter
Arten delas in i följande underarter:
- C. s. subumbellata
- C. s. verecunda